# Bridel
Bridel (lb. Briddel) – wieś w południowo-zachodnim Luksemburgu, w gminie Kopstal, w kantonie Capellen. Do 3 października 2015 leżała w dystrykcie Luksemburg. Wieś zamieszkują 3152 osoby.

## Osoby

### związane z miejscowością
- Jean Krier, pisarz luksemburski, został pochowany tutaj[2][3][4].